# Tešedíkovo
Tešedíkovo (bis 1948 slowakisch „Pered“; ungarisch Pered) ist eine Gemeinde im Okres Šaľa innerhalb des Nitriansky kraj in der Slowakei mit etwa 3800 Einwohnern.

## Geographie
Die Gemeinde liegt im slowakischen Donautiefland, sieben Kilometer südlich der Stadt Šaľa, an der Bahnstrecke Šaľa–Neded.

## Geschichte

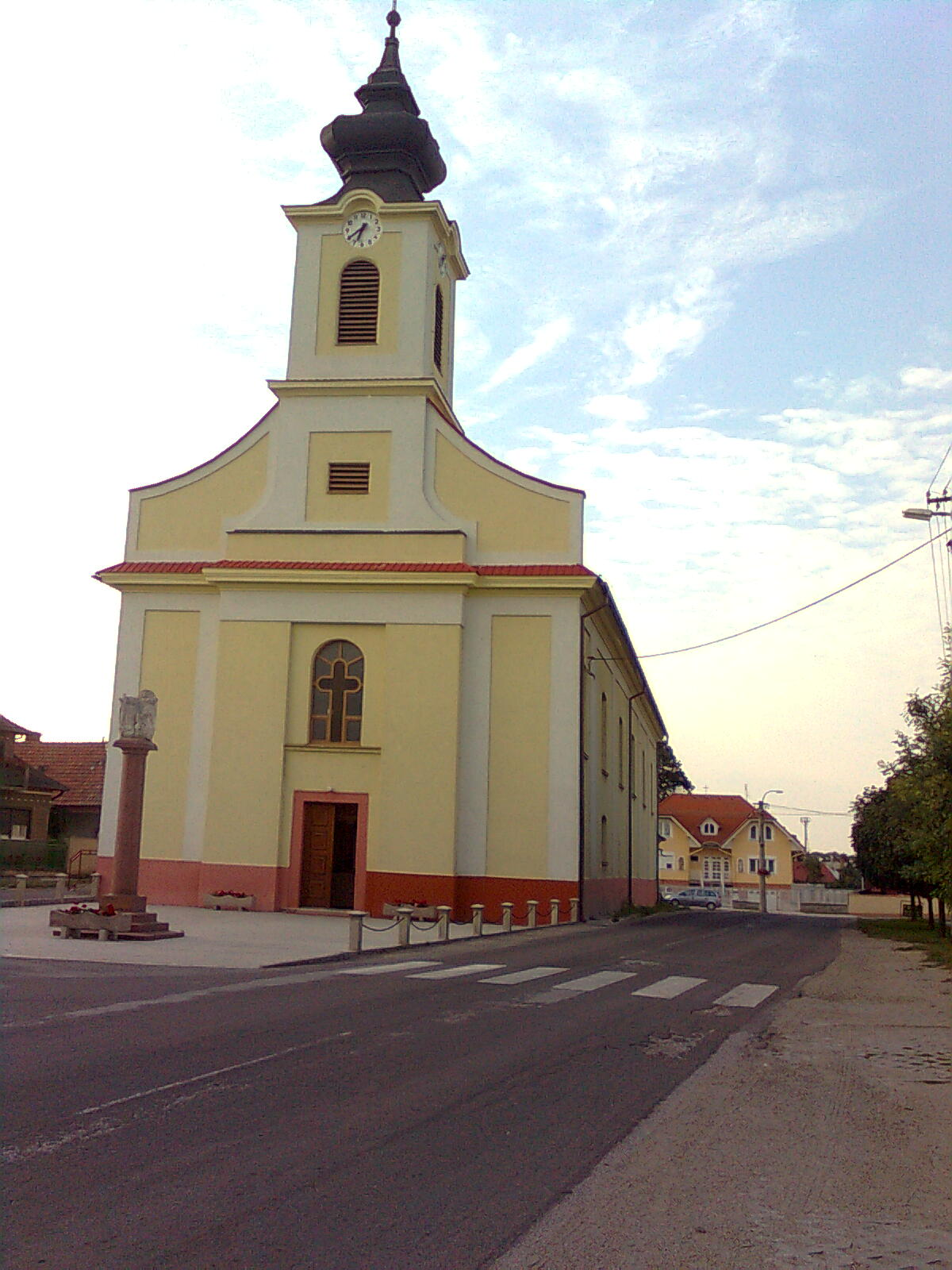
Kirche in Tešedíkovo

Der Ort wurde zum ersten Mal in einer Urkunde aus den Jahren 1237–1240 als Purud schriftlich erwähnt.
Bis 1919 lag der Ort im Komitat Pressburg innerhalb des Königreichs Ungarn und kam danach zur neu entstandenen Tschechoslowakei. 1938–1945 gehörte es auf Grund des Ersten Wiener Schiedsspruchs noch einmal zu Ungarn.
1948 wurde der Ort aus nationalpolitischen Gründen nach Samuel Tešedík in Tešedíkovo umbenannt.

## Bevölkerung
| Jahr                | 1994 | 2004    | 2014    | 2024    |
| ------------------- | ---- | ------- | ------- | ------- |
| Anzahl der Personen | 3751 | 3688    | 3745    | 3621    |
| Unterschied         |      | −1,67 % | +1,54 % | −3,31 % |

| Jahr                | 2023 | 2024    |
| ------------------- | ---- | ------- |
| Anzahl der Personen | 3656 | 3621    |
| Unterschied         |      | −0,95 % |